# Cotorra
Cotorra – miasto w Kolumbii, w departamencie Córdoba.